# Андре, Фриц
Фриц Андре (фр. Fritz André; род. 18 сентября 1946, Гаити) — гаитянский футболист, игравший на позиции защитника. Участник чемпионата мира 1974 года.

## Биография

### Клубная карьера
Всю футбольную карьеру играл за «Вьолетт» и «Эгль Нуар».

### Карьера в сборной
В составе сборной Гаити принимал участие на чемпионате мира 1974 года и сыграл в одном матче группового этапа со сборной Польши (0:7). Всего за сборную Гаити сыграл 1 матч, в котором не отметился забитыми мячами.